# Diócesis de Papantla
La diócesis de Papantla (en latín: Dioecesis Papantlensis) es una circunscripción eclesiástica de la Iglesia católica en México. Se trata de una diócesis latina, sufragánea de la arquidiócesis de Xalapa. Desde el 20 de marzo de 2014 su obispo es José Trinidad Zapata Ortiz.

## Territorio y organización

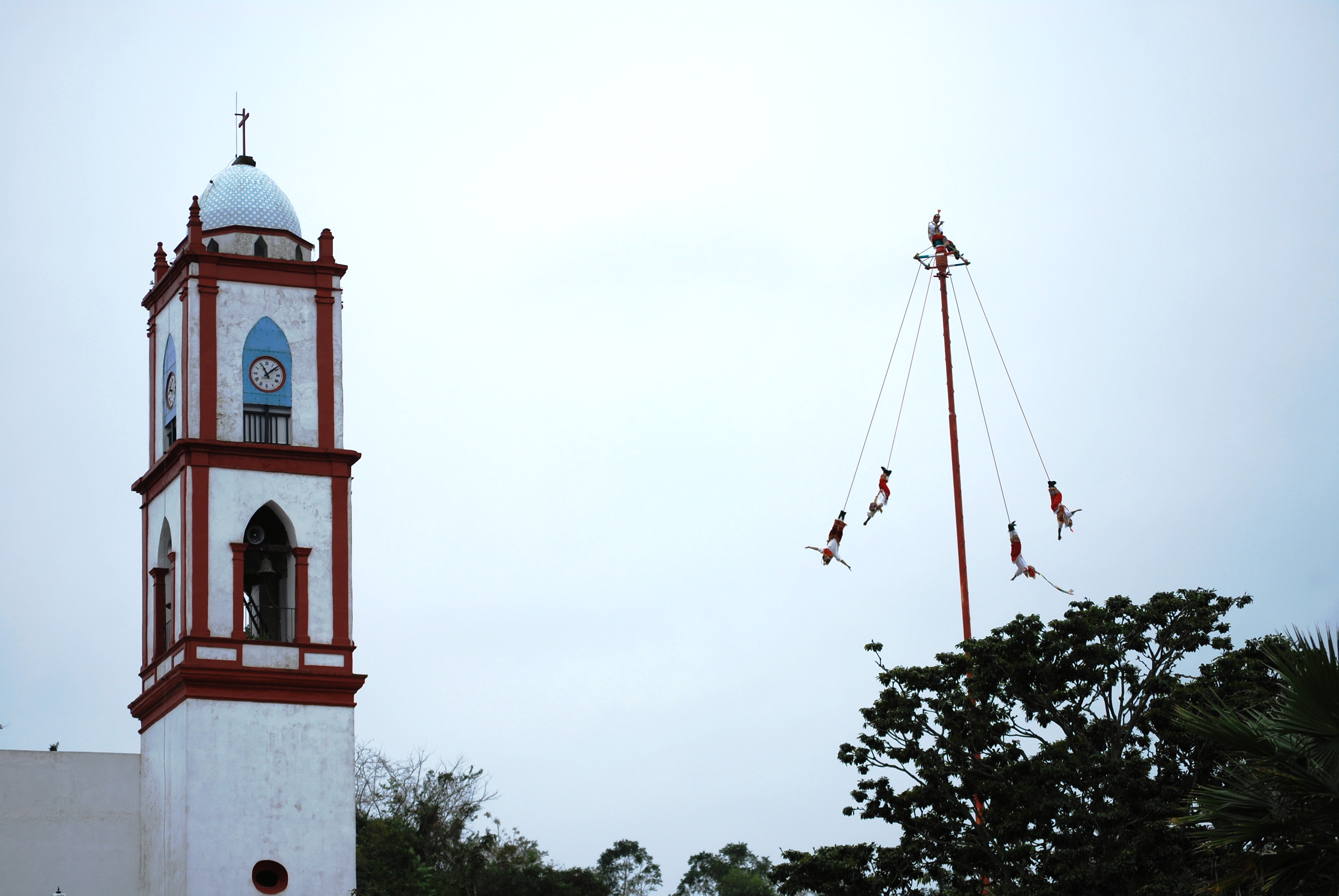
Iglesia de Papantla

La diócesis tiene 12 000 km² y extiende su jurisdicción sobre los fieles católicos de rito latino residentes en 22 municipios del estado de Veracruz y 4 municipios del estado de Puebla.
La sede de la diócesis se encuentra en la ciudad de Teziutlán, en donde se halla la Catedral de Nuestra Señora de la Asunción. En Papantla de Olarte se encuentra la excatedral de Nuestra Señora de la Asunción.
En 2021 en la diócesis existían 59 parroquias agrupadas en 6 decanatos: Alfonso María Sánchez Tinoco, Nuestra Señora del Carmen, Juan XXIII, San Juan María Vianney, San Pablo y Rafael Guizar y Valencia.

## Historia
La diócesis fue erigida el 24 de noviembre de 1922 con la bula Orbis catholici del papa Pío XI, obteniendo su territorio de la diócesis de Ciudad Victoria o Tamaulipas (hoy diócesis de Tampico) y de la diócesis de Veracruz o Xalapa (hoy arquidiócesis de Xalapa).
El 19 de junio de 1931, como resultado del decreto Excellentissumus Dominus de la Sagrada Congregación Consistorial, la diócesis incorporó dos parroquias que pertenecían a la arquidiócesis de Puebla de los Ángeles y el obispado fue trasladado de Papantla de Olarte a Teziutlán.
Originalmente sufragánea de la arquidiócesis de Puebla de los Ángeles, pasó a formar parte de la provincia eclesiástica de Xalapa el 29 de junio de 1951.
El 20 de mayo de 1960, con la carta apostólica Peculiari studio, el papa Juan XXIII proclamó a la Bienaventurada Virgen María del Monte Carmelo (Beata María Virgo de Monte Carmelo) como patrona principal de la diócesis.
El 9 de junio de 1962 entregó una parte de su territorio en beneficio de la fundación de la diócesis de Tuxpan.

## Estadísticas
De acuerdo al Anuario Pontificio 2022 la diócesis tenía a fines de 2021 un total de 965 234 fieles bautizados.
| Año                                                                             | Población            | Población | Población      | Sacerdotes | Sacerdotes    | Sacerdotes    | Bautizados por sacerdote | Diáconos permanentes | Religiosos | Religiosos | Parroquias |
| Año                                                                             | Bautizados católicos | Total     | % de católicos | Total      | Clero secular | Clero regular | Bautizados por sacerdote | Diáconos permanentes | Varones    | Mujeres    | Parroquias |
| ------------------------------------------------------------------------------- | -------------------- | --------- | -------------- | ---------- | ------------- | ------------- | ------------------------ | -------------------- | ---------- | ---------- | ---------- |
| 1950                                                                            | 225 000              | 280 000   | 80.4           | 32         | 32            |               | 7031                     |                      |            | 85         | 22         |
| 1966                                                                            | 500 000              | 525 000   | 95.2           | 54         | 52            | 2             | 9259                     |                      |            | 171        | 19         |
| 1968                                                                            | 500 000              | 525 000   | 95.2           | 62         | 62            |               | 8064                     |                      | 4          | 173        | 19         |
| 1976                                                                            | 600 000              | 650 000   | 92.3           | 56         | 54            | 2             | 10 714                   |                      | 5          | 205        | 23         |
| 1980                                                                            | 1 010 964            | 1 167 176 | 86.6           | 60         | 60            |               | 16 849                   |                      | 3          | 174        | 31         |
| 1990                                                                            | 1 500 000            | 1 850 000 | 81.1           | 63         | 60            | 3             | 23 809                   |                      | 3          | 150        | 37         |
| 1999                                                                            | 1 752 667            | 2 046 277 | 85.7           | 99         | 97            | 2             | 17 703                   |                      | 5          | 155        | 41         |
| 2000                                                                            | 1 752 667            | 2 046 277 | 85.7           | 104        | 102           | 2             | 16 852                   |                      | 5          | 155        | 41         |
| 2001                                                                            | 1 752 667            | 2 046 277 | 85.7           | 84         | 83            | 1             | 20 865                   | 1                    | 1          | 151        | 44         |
| 2002                                                                            | 1 336 419            | 1 589 137 | 84.1           | 83         | 82            | 1             | 16 101                   | 1                    | 1          | 151        | 43         |
| 2003                                                                            | 1 229 330            | 1 581 924 | 77.7           | 85         | 85            |               | 14 462                   |                      |            | 135        | 49         |
| 2004                                                                            | 1 380 738            | 1 799 648 | 76.7           | 85         | 84            | 1             | 16 243                   | 1                    | 1          | 142        | 50         |
| 2013                                                                            | 1 744 000            | 2 157 000 | 80.9           | 101        | 101           |               | 17 267                   | 1                    |            | 134        | 58         |
| 2016                                                                            | 894 826              | 1 163 978 | 76.9           | 94         | 94            |               | 9519                     |                      |            | 108        | 66         |
| 2019                                                                            | 935 400              | 1 239 250 | 75.5           | 93         | 93            |               | 10 058                   |                      |            | 104        | 64         |
| 2021                                                                            | 965 234              | 1 135 563 | 85.0           | 93         | 93            |               | 10 378                   |                      |            | 96         | 59         |
| Fuente: Catholic-Hierarchy, que a su vez toma los datos del Anuario Pontificio. |                      |           |                |            |               |               |                          |                      |            |            |            |

## Episcopologio
- Nicolás Corona y Corona † (11 de diciembre de 1922-8 de enero de 1950 falleció)
- Luis Cabrera Cruz † (14 de diciembre de 1950-25 de agosto de 1958 nombrado obispo de San Luis Potosí)
- Alfonso Sánchez Tinoco † (6 de febrero de 1959-19 de octubre de 1970 falleció)
- Sergio Obeso Rivera † (30 de abril de 1971-15 de enero de 1974 nombrado arzobispo coadjutor de Xalapa[nota 1])
- Genaro Alamilla Arteaga † (13 de julio de 1974-26 de enero de 1980 retirado)
- Lorenzo Cárdenas Aregullín (30 de octubre de 1980-2 de mayo de 2012 retirado)
- Jorge Carlos Patrón Wong (2 de mayo de 2012 por sucesión-21 de septiembre de 2013 nombrado secretario de la Congregación para el Clero con responsabilidad sobre los seminarios)
- José Trinidad Zapata Ortiz, desde el 20 de marzo de 2014